# Lê Thị Quý
Lê Thị Quý (1950) é uma socióloga vietnamita ativista dos direitos das mulheres. Quý fundou o Instituto para Género e Desenvolvimento (INGAD) em 2013 e até 2015 ocupou o cargo de diretora. Lê Thị Quý é reconhecida pelas suas contribuições em pesquisa de género, além de ser a primeira pessoa a fazer pesquisas sobre violência doméstica no Vietnã . Em 2005 foi uma das mil mulheres indicadas ao Prêmio Nobel da Paz.

## Perfil
Lê Thị Quý nasceu na província de Bac Ninh, Vietnã em 1950. Em 1971, ela se formou na Universidade de Hanói com bacharelado em História. Em 1984 foi para Moscou onde fez o programa de pós-graduação em História em 1984. No ano de 1989 ela defendeu com sucesso sua tese de doutorado na Academia de Ciências da URSS e recebeu o título de Doutora em Filosofia . Ela foi reconhecida como Professora Associada em 2002 e Professora de Sociologia em Hanói em 2010.
De 2001 a 2010, trabalhou na Faculdade de Sociologia da Universidade de Ciências Sociais e Humanas (USSH), em Hanói. Ela foi diretora do Centro de Gênero e Desenvolvimento do USSH de 2002 a 2013 antes de fundar o Instituto de Gênero e Desenvolvimento (INGAD) administrado pela União de Associações de Ciência e Tecnologia do Vietnã - VUSTA em 2013. Ela trabalhou lá como diretora de 2013 a 2015. Ela também trabalhou no Departamento de Serviço Social da Universidade Thang Long, em Hanói.
Os seus focos de pesquisa são as teorias do Feminismo, da Mulher e questões sociais. 

## Carreira
Os estudos de Lê Thị Quý centram-se em questões de género, incluindo prostituição, violência doméstica e tráfico de mulheres. Ela escreveu 14 livros, foi coautora de 58 livros e 90 artigos científicas sobre prostituição, violência doméstica e tráfico de mulheres. Seu objetivo é criar uma sociedade melhor e mais igualitária para as mulheres.
Seus primeiros passos na Sociologia começaram quando Lê Thị Quý e sua família se mudaram para a cidade de Ho Chi Minh em 1975. Além da História, iniciou a pesquisa em Sociologia com o apoio e orientação do marido - Professor Đặng Vũ Cảnh Khanh.
Durante o período de 1977 a 1981, realizou seus primeiros estudos sobre prostituição em Saigon.
Depois de concluir o seu doutorado pela Academia de Ciências da URSS, prosseguiu os seus estudos sobre prostituição e tráfico de mulheres e crianças, questões consideradas sensíveis na época.
Em 1996, juntamente com alguns investigadores da Holanda, Camboja e Tailândia, Lê Thị Quý foi a primeira pessoa a iniciar um projeto sobre a prevenção do tráfico transfronteiriço de mulheres no Vietname. Após o projeto, a sua pesquisa sobre a prevenção do tráfico transfronteiriço de mulheres e crianças foi publicada em 2000.
Em 2002, ela idealizou a prevenção da violência doméstica com um projeto chamado “Casa de Refúgio na Comunidade” em dois polos  geográficos de violência doméstica: Thanh Ne (no distrito de Kien Xuong, província de Thai Binh) e Vu Lac Commune (em Thai Binh). O projeto, que envolveu a polícia local, associações de veteranos e de mulheres para proteger as mulheres da violência dos seus maridos diminuiu em 90% a violência doméstica em comparação com o passado. 
Em 2005, ela estava entre as mil mulheres indicadas ao Prêmio Nobel da Paz.
Em 2010, ela foi a primeira professora de Sociologia no Vietnã.
Em 2013, fundou o Instituto para Género e Desenvolvimento (INGAD), que está sob a gestão da VUSTA. 

## Família
Em 1974, Lê Thị Quý casou-se com o Đặng Vũ Cảnh Khanh (1947) professor de sociologia, ex-diretor do Instituto de Pesquisa da Juventude e filho do primeiro diretor do Instituto de Sociologia Vũ Khiêu (1916). O filhos deles Đặng Vũ Cảnh Linh (1974) é vice-gerente do Departamento de Informação da União de Associações de Ciência e Tecnologia do Vietnã - VUSTA.

## Destaques de livros e pesquisas[4]
- Vấn đề ngăn chặn nạn buôn bán phụ nữ ở Việt Nam, Labour and Social Publisher Company Limited, 2000.

- Bạo lực gia đình - Một sự sai lệch giá trị (co-author), Social Sciences Publishing House, 2007.
- Mại dâm, quan điểm và giải pháp, Ministry of Labour, Invalids and Social Affairs, 2000.
- Gia đình học (co-author with her husband Professor Đặng Cảnh Khanh), The Publishing House of Political Theory, 2007.
- Giáo trình Xã hội học Giới, Vietnam Education Publishing House Limited Company, 2010.
- Giáo trình Xã hội học Gia đình, Politics - Administration Publishing House, 2011.
- Domestic Violence in Vietnam: Context, Forms, Causes, and Recommendations for Action. Mekong Region Consultation Series, Asia Pacific Forum on Women Law and Development, Chiang Mai, 2000.